# Clarence S. Campbell Bowl

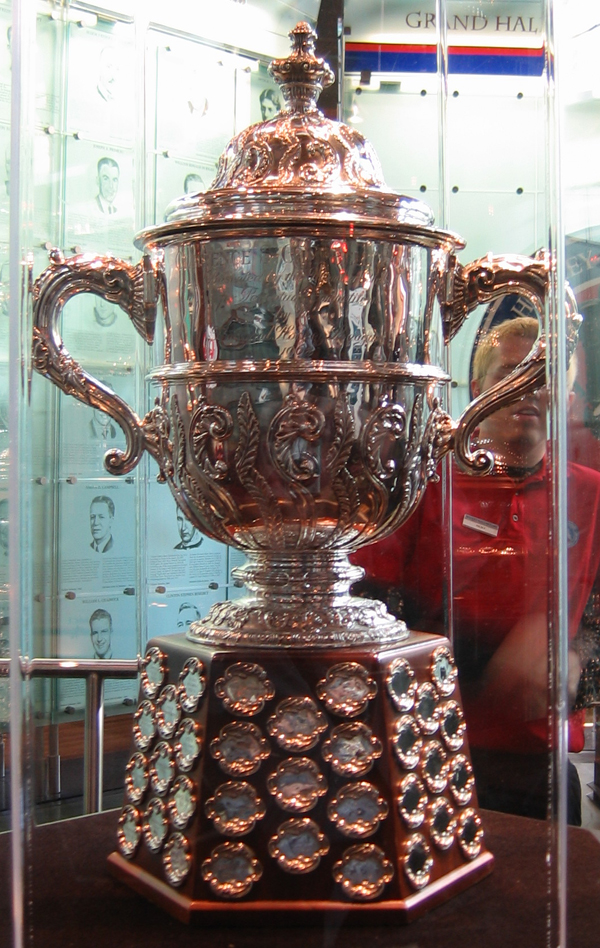
Clarence S. Campbell Bowl

Trofej Clarence S. Campbell Bowl (západní konference) vznikla jako protiváha Prince of Wales Trophy v roce 1968, název nese podle Clarence Campbella.
Jejím vítězem se stával nejlepší tým Západní divize, tj. divize sestavené z nových klubů NHL. Od sezóny 74-75 vznikla pak Clarence S. Campbell Conference (od ročníku 93-94 přejmenovaná na Western Conference) a tak se vítězem trofeje stával vítěz základní soutěže v této Západní konferenci.
Podobně jako Princ of Wales Trophy došlo i u Campbell Bowl ke změně stanov v ročníku 81-82. Od té doby se vítězem stává nejlepší tým konference v play off, tedy také jeden z finalistů Stanley Cupu.

## Přehled
| Clarence S. Campbell Bowl - vítězné týmy západní konference |       |                                                      |
| Tým                                                         | Počet | Roky                                                 |
| Philadelphia Flyers                                         | 9     | 1968, 1974, 1975, 1976, 1977, 1978, 1979, 1980, 1981 |
| Edmonton Oilers                                             | 9     | 1983, 1984, 1985, 1987, 1988, 1990, 2006, 2024, 2025 |
| Chicago Blackhawks                                          | 7     | 1971, 1972, 1973, 1992, 2010, 2013, 2015             |
| Detroit Red Wings                                           | 6     | 1995, 1997, 1998, 2002, 2008, 2009                   |
| Calgary Flames                                              | 3     | 1986, 1989, 2004                                     |
| Vancouver Canucks                                           | 3     | 1982, 1994, 2011                                     |
| Los Angeles Kings                                           | 3     | 1993, 2012, 2014                                     |
| St. Louis Blues                                             | 3     | 1969, 1970, 2019                                     |
| Dallas Stars                                                | 3     | 1999, 2000, 2020                                     |
| Colorado Avalanche                                          | 3     | 1996, 2001, 2022                                     |
| Anaheim Ducks                                               | 2     | 2003, 2007                                           |
| Vegas Golden Knights                                        | 2     | 2018, 2023                                           |
| Minnesota North Stars                                       | 1     | 1991                                                 |
| San Jose Sharks                                             | 1     | 2016                                                 |
| Nashville Predators                                         | 1     | 2017                                                 |
| Montreal Canadiens                                          | 1     | 2021                                                 |

## Vítězové
| Sezóna    | Tým                 |
| --------- | ------------------- |
| 1967–1968 | Philadelphia Flyers |
| 1968–1969 | St. Louis Blues     |
| 1969–1970 | St. Louis Blues     |
| 1970–1971 | Chicago Blackhawks  |
| 1971–1972 | Chicago Blackhawks  |
| 1972–1973 | Chicago Blackhawks  |
| 1973–1974 | Philadelphia Flyers |
| 1974–1975 | Philadelphia Flyers |
| 1975–1976 | Philadelphia Flyers |
| 1976–1977 | Philadelphia Flyers |
| 1977–1978 | Philadelphia Flyers |
| 1978–1979 | Philadelphia Flyers |
| 1979–1980 | Philadelphia Flyers |
| 1980–1981 | Philadelphia Flyers |
| 1981–1982 | Vancouver Canucks   |
| 1982–1983 | Edmonton Oilers     |
| 1983–1984 | Edmonton Oilers     |
| 1984–1985 | Edmonton Oilers     |
| 1985–1986 | Calgary Flames      |
| 1986–1987 | Edmonton Oilers     |

| Sezóna    | Tým                   |
| --------- | --------------------- |
| 1987–1988 | Edmonton Oilers       |
| 1988–1989 | Calgary Flames        |
| 1989–1990 | Edmonton Oilers       |
| 1990–1991 | Minnesota North Stars |
| 1991–1992 | Chicago Blackhawks    |
| 1992–1993 | Los Angeles Kings     |
| 1993–1994 | Vancouver Canucks     |
| 1994–1995 | Detroit Red Wings     |
| 1995–1996 | Colorado Avalanche    |
| 1996–1997 | Detroit Red Wings     |
| 1997–1998 | Detroit Red Wings     |
| 1998–1999 | Dallas Stars          |
| 1999–2000 | Dallas Stars          |
| 2000–2001 | Colorado Avalanche    |
| 2001–2002 | Detroit Red Wings     |
| 2002–2003 | Anaheim Mighty Ducks  |
| 2003–2004 | Calgary Flames        |
| 2004–2005 | Neudělena pro stávku  |
| 2005–2006 | Edmonton Oilers       |
| 2006–2007 | Anaheim Ducks         |

| Sezóna    | Tým                  |
| --------- | -------------------- |
| 2007–2008 | Detroit Red Wings    |
| 2008–2009 | Detroit Red Wings    |
| 2009–2010 | Chicago Blackhawks   |
| 2010–2011 | Vancouver Canucks    |
| 2011–2012 | Los Angeles Kings    |
| 2012–2013 | Chicago Blackhawks   |
| 2013–2014 | Los Angeles Kings    |
| 2014–2015 | Chicago Blackhawks   |
| 2015–2016 | San Jose Sharks      |
| 2016–2017 | Nashville Predators  |
| 2017–2018 | Vegas Golden Knights |
| 2018–2019 | St. Louis Blues      |
| 2019–2020 | Dallas Stars         |
| 2020–2021 | Montreal Canadiens   |
| 2021–2022 | Colorado Avalanche   |
| 2022–2023 | Vegas Golden Knights |
| 2023–2024 | Edmonton Oilers      |
| 2024–2025 | Edmonton Oilers      |